# Décès en 842
Décès
- 838
- 839
- 840
- 841
- 842
- 843
- 844
- 845
- 846

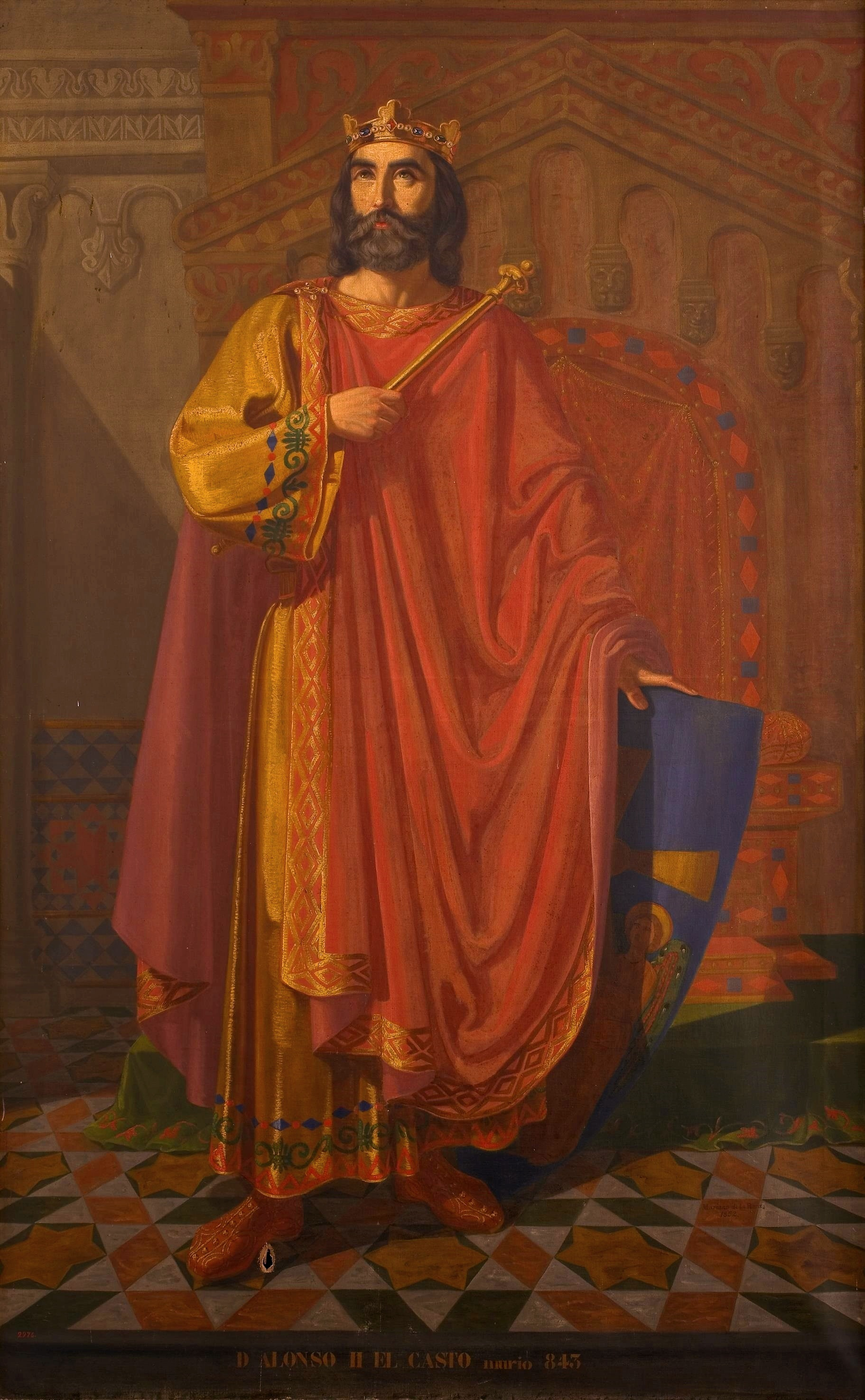
Alphonse II, mort en 842.

Cette page dresse une liste de personnalités mortes au cours de l'année 842 :
- 5 janvier : Al-Muʿtas̩im[1], calife.
- 20 janvier : Théophile, empereur byzantin[1].
- 20 mars : Alphonse II, roi des Asturies.
- 15 juillet : Saga, empereur du Japon.
- 20 novembre : Grégoire le Décapolite, religieux byzantin.
- 26 novembre : Sugawara no Kiyotomo, courtisan et bureaucrate japonais.
- 9 décembre : Humbert de Wurtzbourg, évêque de Wurtzbourg.

- Langdarma, roi du Tibet.
- Liu Yuxi, poète chinois.
- Théophobos, général kurde.

## Crédit d'auteurs
- Cet article est partiellement ou en totalité issu de l'article intitulé « 842 » (voir la liste des auteurs).